# Skowronno Dolne
Skowronno Dolne – wieś w Polsce położona w województwie świętokrzyskim, w powiecie pińczowskim, w gminie Pińczów. 
We wsi zachował się zespół podworski.
W latach 1975–1998 miejscowość administracyjnie należała do województwa kieleckiego.